# لقد سئم الله منا (فلم)
فيلم لقد سئم الله منا هو فيلم وثائقي أمريكي في عام 2006 عن ثلاثة من «الأولاد الضائعين في السودان»، وهي مجموعة من حوالي 25000 شاب فروا من الحروب في السودان منذ الثمانينيات، وتجاربهم أثناء انتقالهم إلى الولايات المتحدة. الفيلم من تأليف وإخراج كريستوفر ديلون كوين.

## ملخص
يسرد فيلم لقد سئم الله منا الرحلة الشاقة لثلاثة شبان من جنوب السودان، ومثل أدوار الشبان الثلاثة جون بول داو، ودانييل باخ، ونمر بيور، إلى الولايات المتحدة حيث يسعون جاهدين من أجل مستقبل أكثر إشراقًا. وكأولاد صغار في الثمانينيات، قطعوا آلاف الأميال هربًا من وطنهم الذي مزقته الحرب، ثم اضطروا للقيام برحلة شاقة أخرى للهروب من إثيوبيا.
خلال السنوات الخمس التي ساروا فيها بحثًا عن الأمان، مات الآلاف من الجوع والجفاف والغارات بالقنابل والقتل الجماعي. أخيرًا، وجدوا أمانًا نسبيًا في مخيم كاكوما للاجئين في كينيا. في عام 2001، دعت الولايات المتحدة 3600 فتى ضائع، وكان من بينهم الشبان الثلاثة، للعيش في أمريكا. بمساعدة من المنظمات الخيرية الكاثوليكية الدولية، اقتلع الأولاد الثلاثة حياتهم من جذورها وانطلقوا مرة أخرى في رحلة، تاركين وراءهم آلاف اللاجئين الآخرين الذين أصبحوا، في سياق رحلتهم المؤلمة، يجب عليهم الآن أن يتعلموا التكيف مع الصدمة الناتجة عن الاندفاع إلى الثقافة الاقتصادية المكثفة للولايات المتحدة. يكرسون أنفسهم لبذل كل ما في وسعهم لمساعدة من تركوا وراءهم في كاكوما، ولاكتشاف مصير والديهم وعائلاتهم.
فيلم لقد سئم الله منا من إنتاج وكتابة وإخراج كريستوفر ديلون كوين ورواه نيكول كيدمان، كان المنتج التنفيذي براد بيت. عنوان الفيلم الوثائقي هو اقتباس من جون داو يناقش اليأس الذي شعر به والسودانيون الآخرون خلال الحرب الأهلية.

## الجوائز
في مهرجان صندانس السينمائي 2006، فاز الفيلم بكل من «جائزة لجنة التحكيم الكبرى: الفيلم الوثائقي» و «جائزة الجمهور» في فئة «مسابقة الأفلام المستقلة: الفيلم الوثائقي».
كما فاز الفيلم بجائزة أفضل فيلم وثائقي في مهرجان دوفيل السينمائي في فرنسا ومهرجان غالواي السينمائي في أيرلندا.
حصل كريستوفر ديلون كوين على جائزة صانع الأفلام الوثائقية الناشئ من الجمعية الدولية للأفلام الوثائقية في عام 2007 لإخراجه فيلم لقد سئم الله منا .

## روابط خارجية
- مقالات تستعمل روابط فنية بلا صلة مع ويكي بيانات

- الموقع الرسمي